# Nkwobi
Le nkwobi est un plat d’accompagnement populaire originaire de la région orientale du Nigeria. Ce mets est très populaire auprès du peuple Igbo au Nigeria, mais a gagné en popularité dans tout le pays, et même dans certains pays voisins d’Afrique de l’Ouest. Le nkwobi est simplement une cuisse de vache tendre, dans une sauce épicée et crémeuse à l’huile de palme. Il est traditionnellement servi dans un bol en bois avec du vin de palme nigérian ou n’importe quelle boisson fraîche.
Le nkwobi est un aliment de base dans presque tous les restaurants, bars ou grandes fêtes nigérianes et peut être facilement préparé à la maison. Ce plat peut être préparé dans différentes variantes en utilisant de la peau de vache (ponmo), de la tête de vache, de la viande de chèvre ou du poulet. L’un des ingrédients les plus importants de cette recette est l’ehuru, également appelé noix de muscade de calebasse.